# استروبیلوس
استروبیلوس (انگلیسی: Strobilus)، (جمع: strobili) ساختاری است که در بسیاری از گونه‌های گیاهی خشکی وجود دارد که از ساختارهای هاگدان تشکیل شده است که به‌طور متراکم در امتداد یک ساقه تجمع یافته‌اند. استروبیلی اغلب مخروط نامیده می‌شود، اما برخی گیاه‌شناسان استفاده از اصطلاح مخروط را به بذرهای چوبی استروبیلی مخروطیان محدود می‌کنند. استروبیلی‌ها با یک محور مرکزی (از نظر تشریحی یک ساقه) مشخص می‌شوند که توسط ساختارهای مارپیچی چیده شده یا جدا شده احاطه شده‌اند که ممکن است برگ‌های اصلاح شده یا ساقه‌های اصلاح شده باشند.
برگ‌هایی که هاگدان دارند هاگ‌برگ نامیده می‌شوند، در حالی که ساقه‌های حامل هاگدان اسپورانژیوفور (Sporangiophore) نامیده می‌شوند.

## پنجه‌گرگ‌تباران
برخی از اعضای دسته مدرن پنجه‌گرگ‌تباران (پنجه‌گرگ‌ویسان) استروبیلی تولید می‌کنند. در همه موارد، اندام‌های جانبی استروبیلوس ریزبرگ‌هایی هستند که دارای هاگدان هستند. در سایر پنجه‌گرگ‌تباران، برگ‌های شاخ و برگ معمولی می‌توانند به عنوان هاگ‌برگ عمل کنند و هیچ استروبیلی سازمان یافته‌ای وجود ندارد.

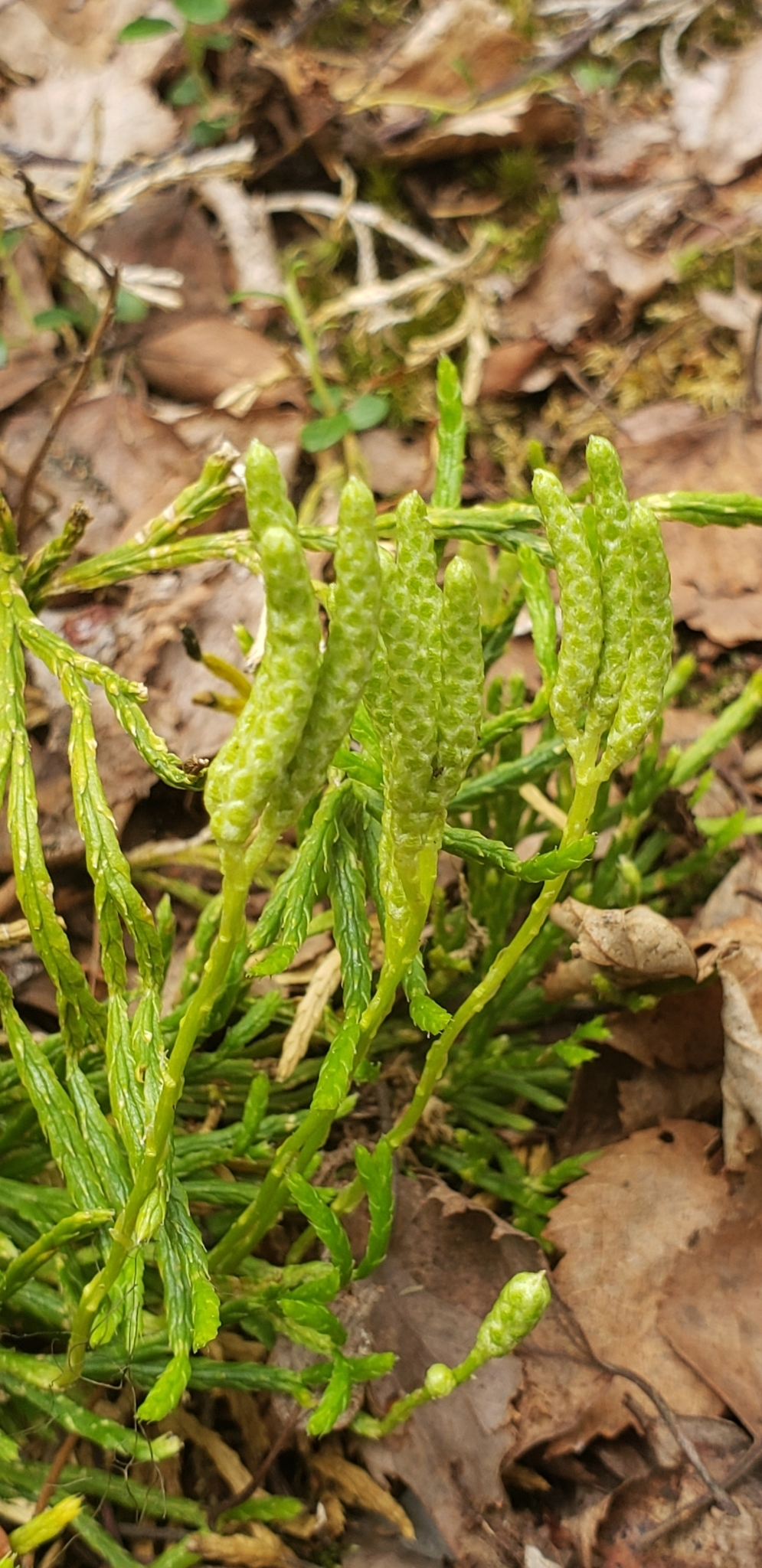
استروبیلی دیفازیاستروم (Diphasiastrum)
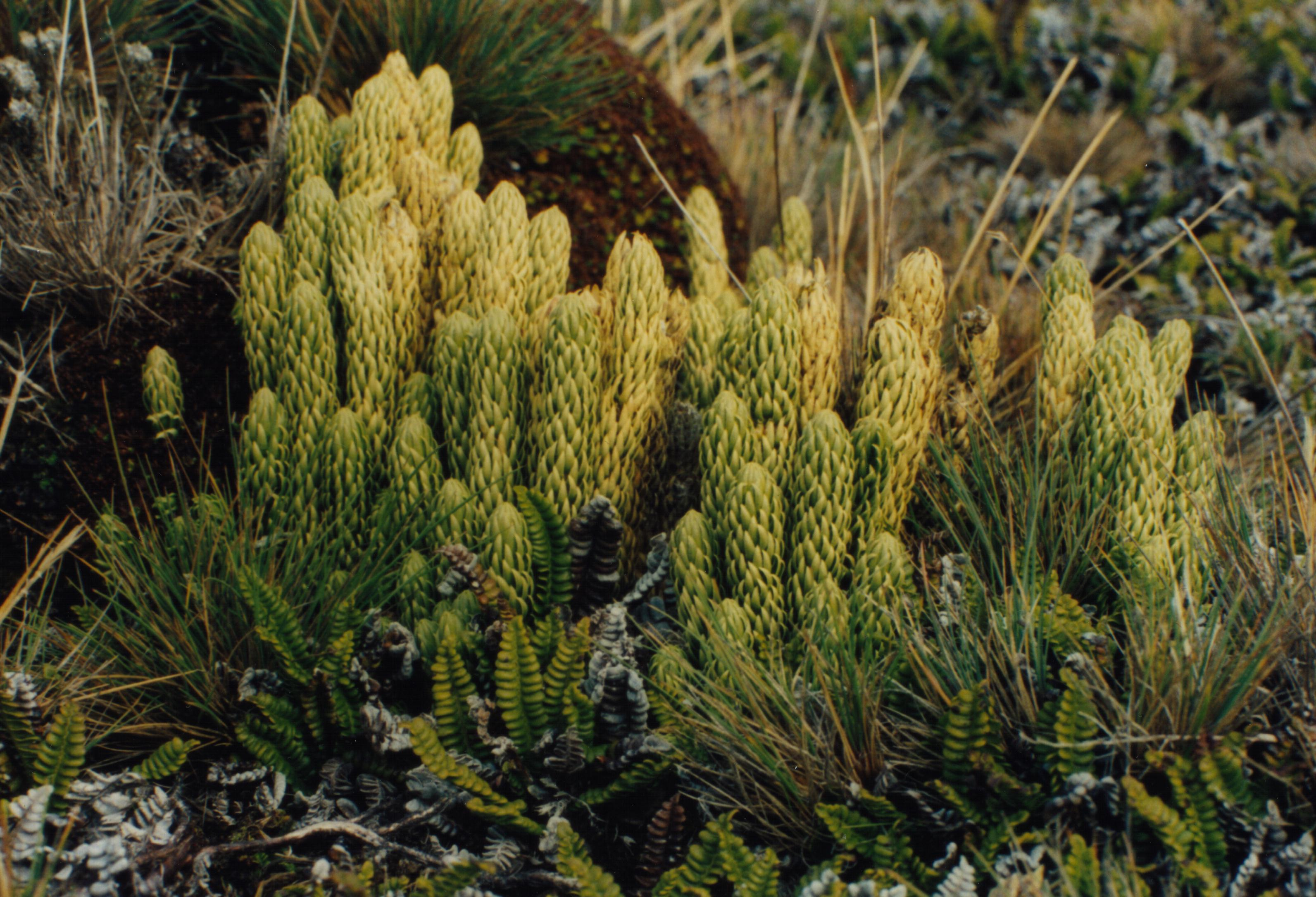
استروبیلی کاج‌های زمینی
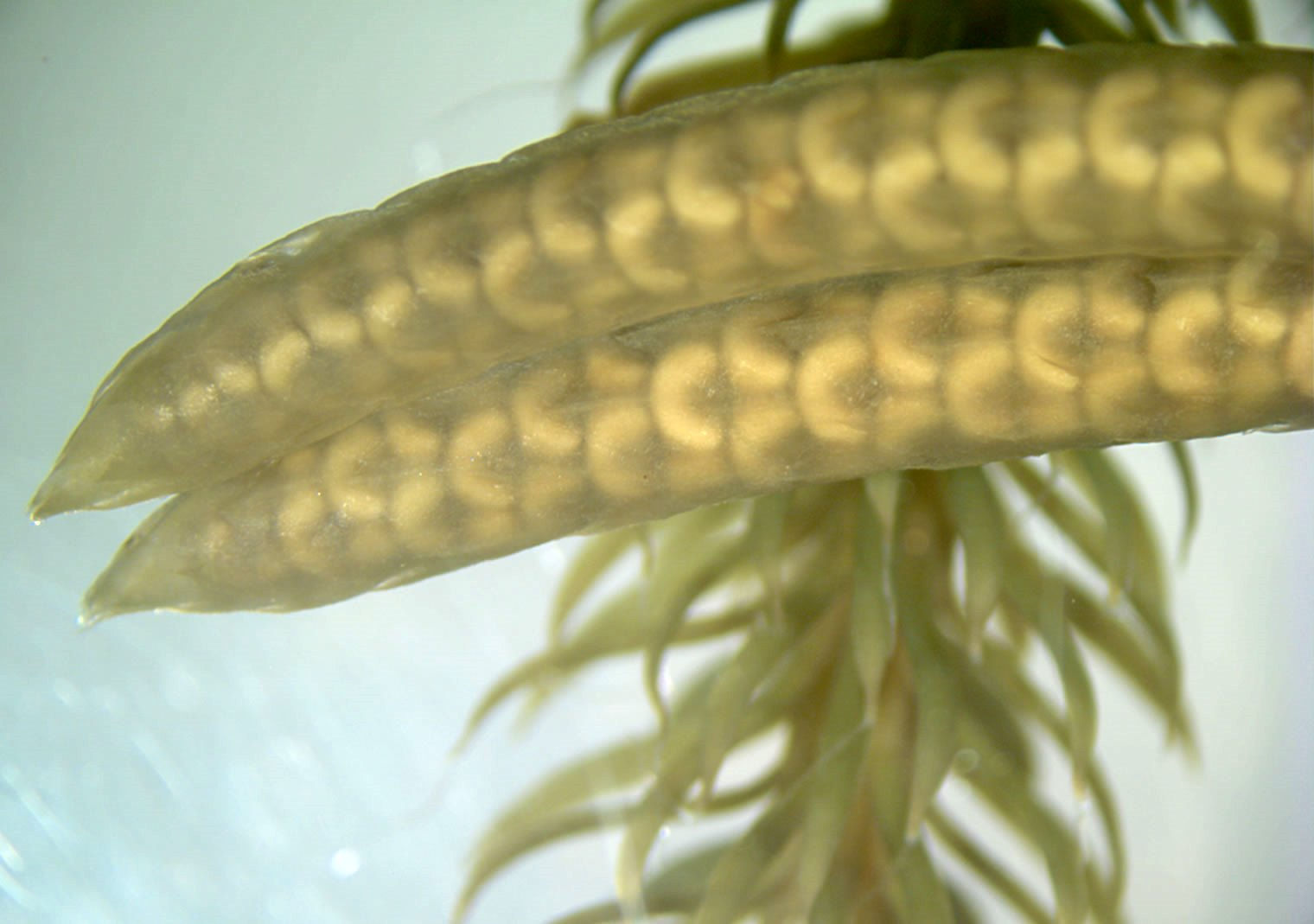
استروبیلی‌های لیکوپودیوم حفظ شده در مایع، هاگدان را از طریق هاگ‌برگ‌های نیمه‌شفاف نشان می‌دهد.
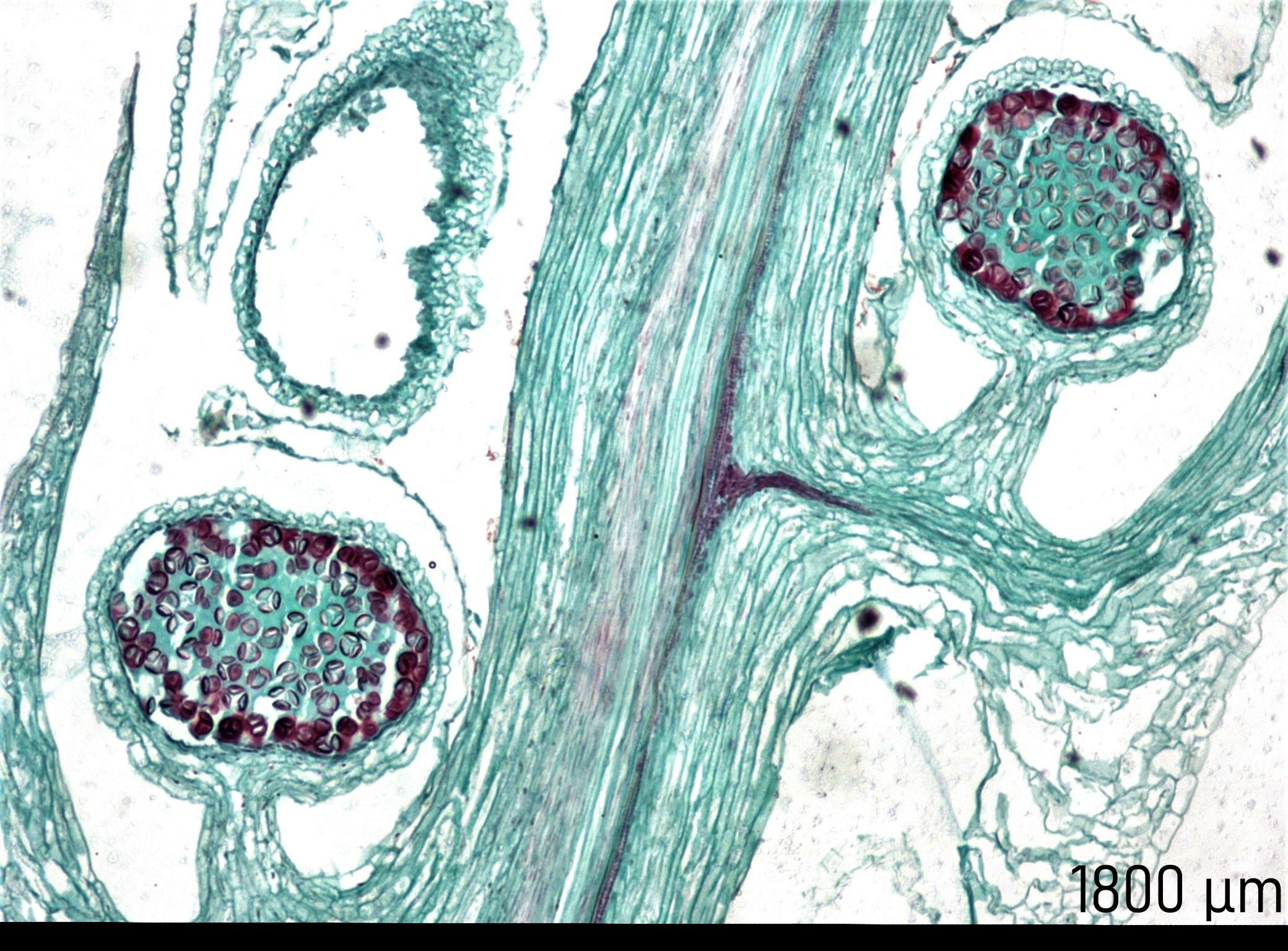
میکروگراف کاج‌های زمینی، نشان دهنده هاگ‌های حامل در هاگدان
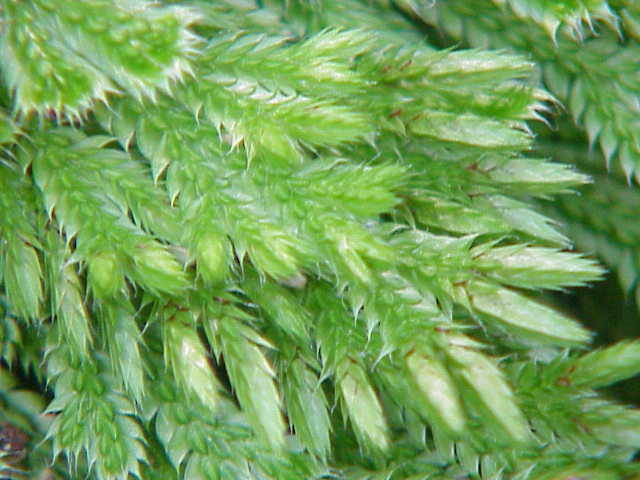
استروبیلی‌های علف خوک
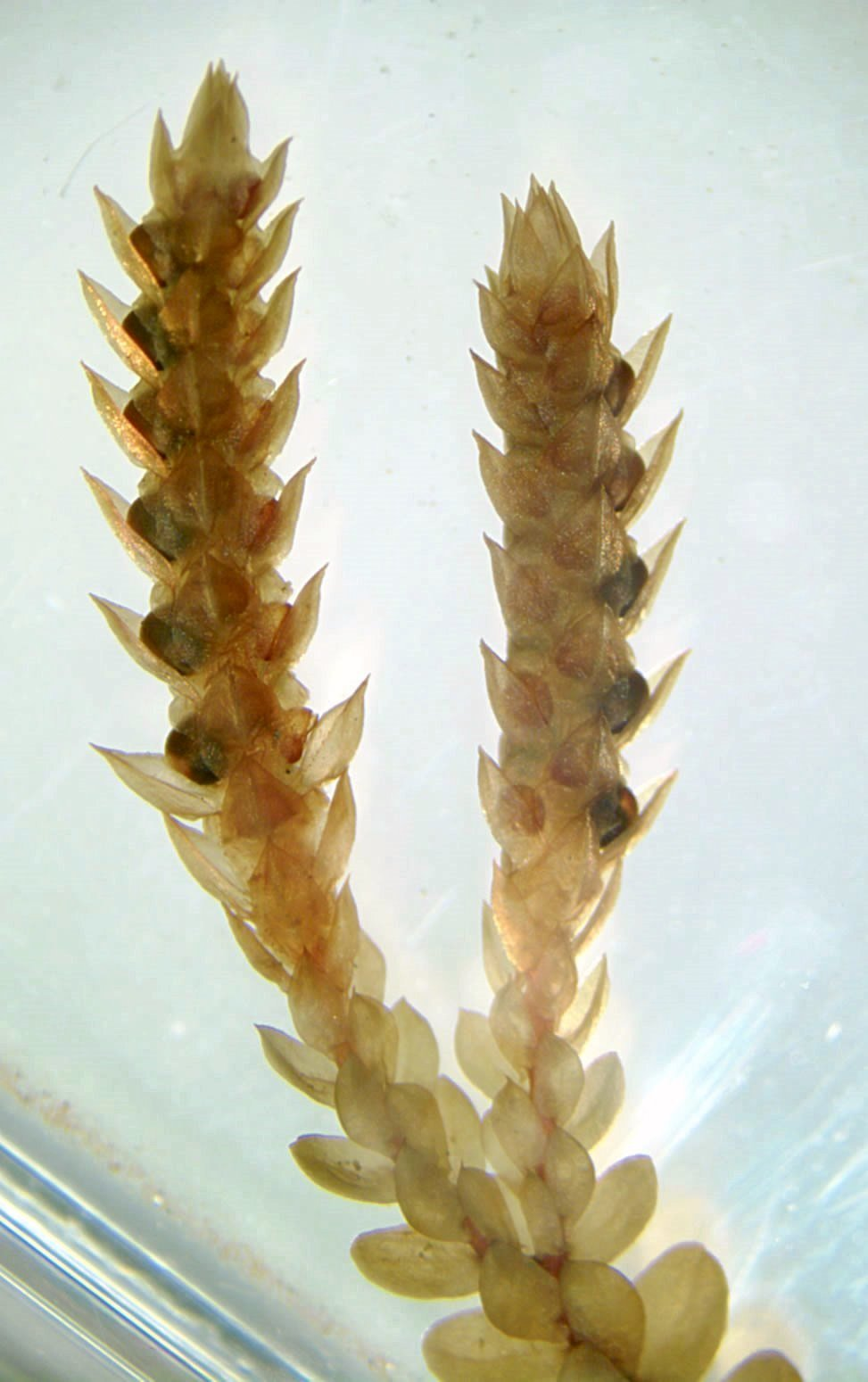
استروبیلی‌های علف خوک نگهداری شده در مایع، که از طریق هاگ‌برگ‌های نیمه‌شفاف، بزرگ‌هاگدان و ریزهاگدان را نشان می‌دهد.

## زیررده دم‌اسبی‌ها
جنس منفرد موجود در زیررده دم‌اسبی‌ها، دم‌اسب استروبیلی تولید می‌کند که در آن اندام‌های جانبی اسپورانژیوفور هستند. شواهد رشد و مقایسه با اعضای فسیلی گروه نشان می‌دهد که اسپورانژیوفورها به‌جای برگ، ساقه‌های کاهش یافته هستند. هاگدان‌ها ترمینال هستند.

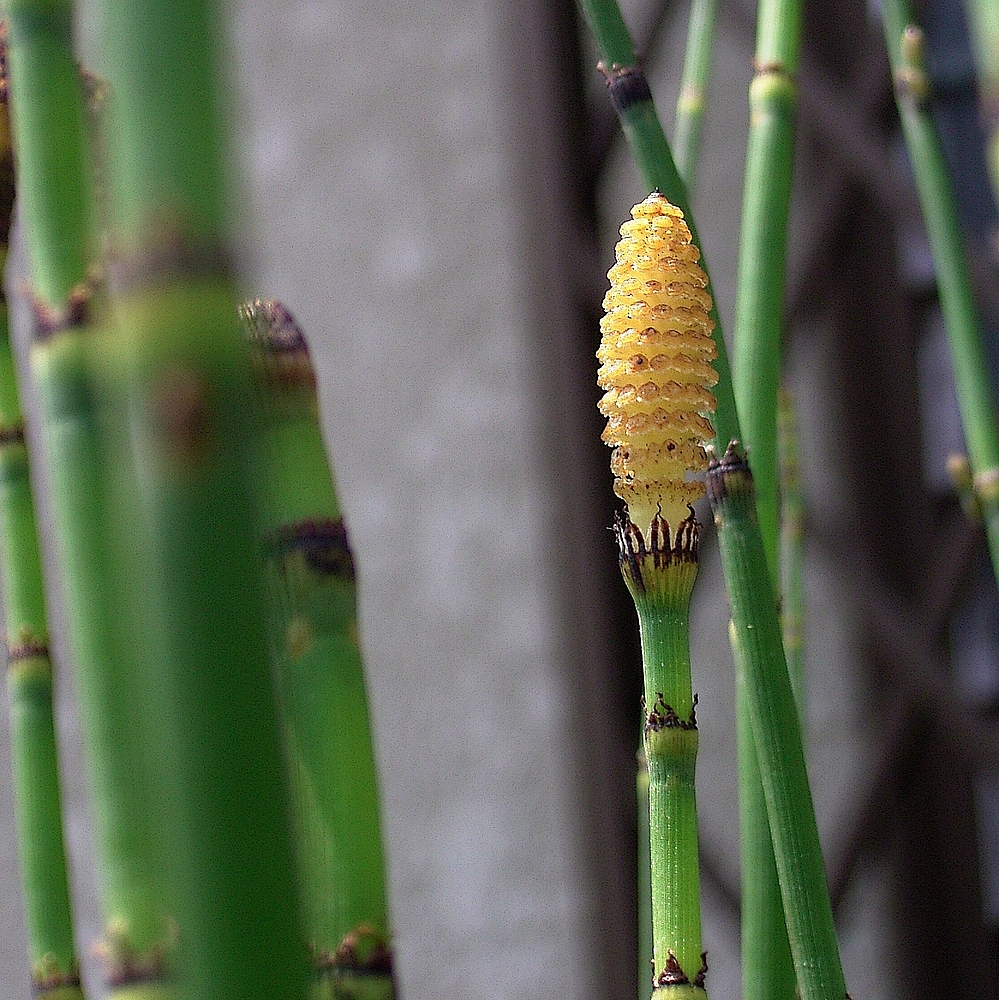
استروبیلوس در دم‌اسب
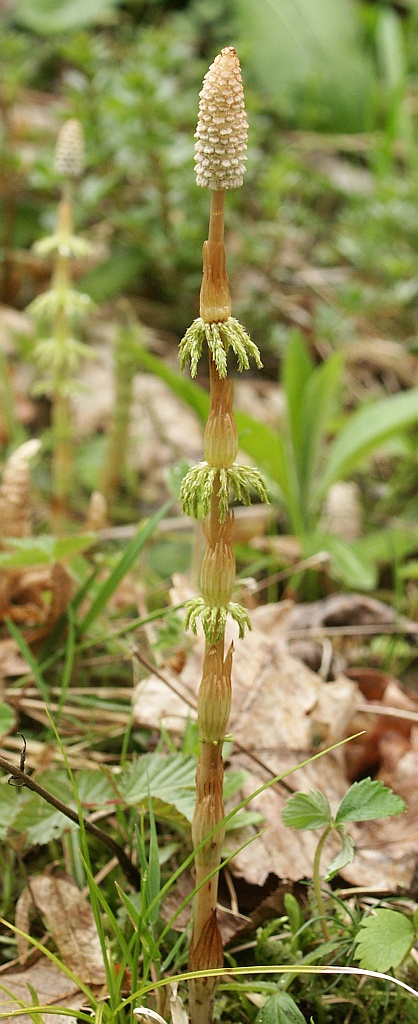
استروبیلوس در دم‌اسب
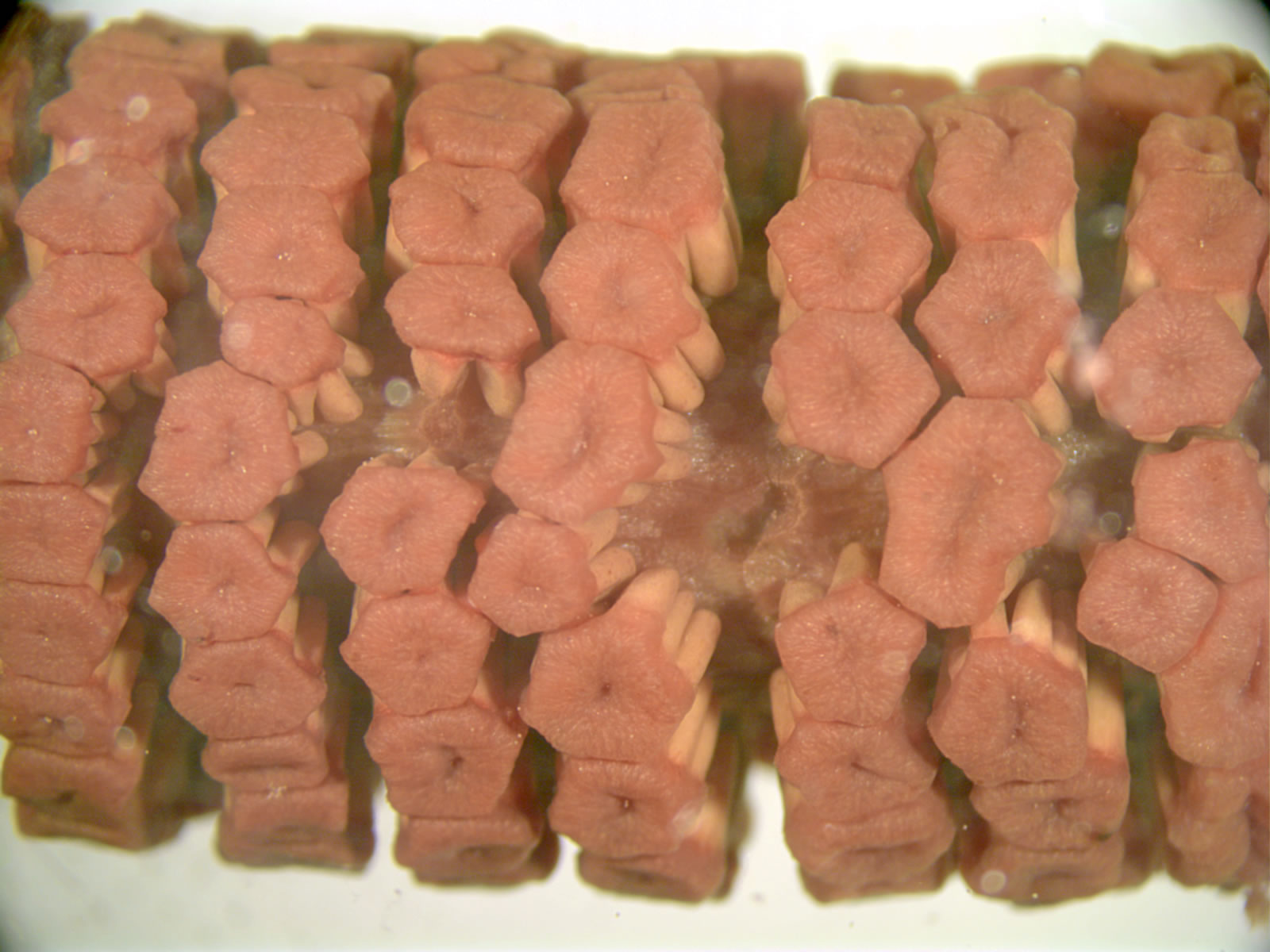
استروبیلوس نگهداری شده در مایع از دم‌اسب که اسپورانژیوفورها را نشان می‌دهد
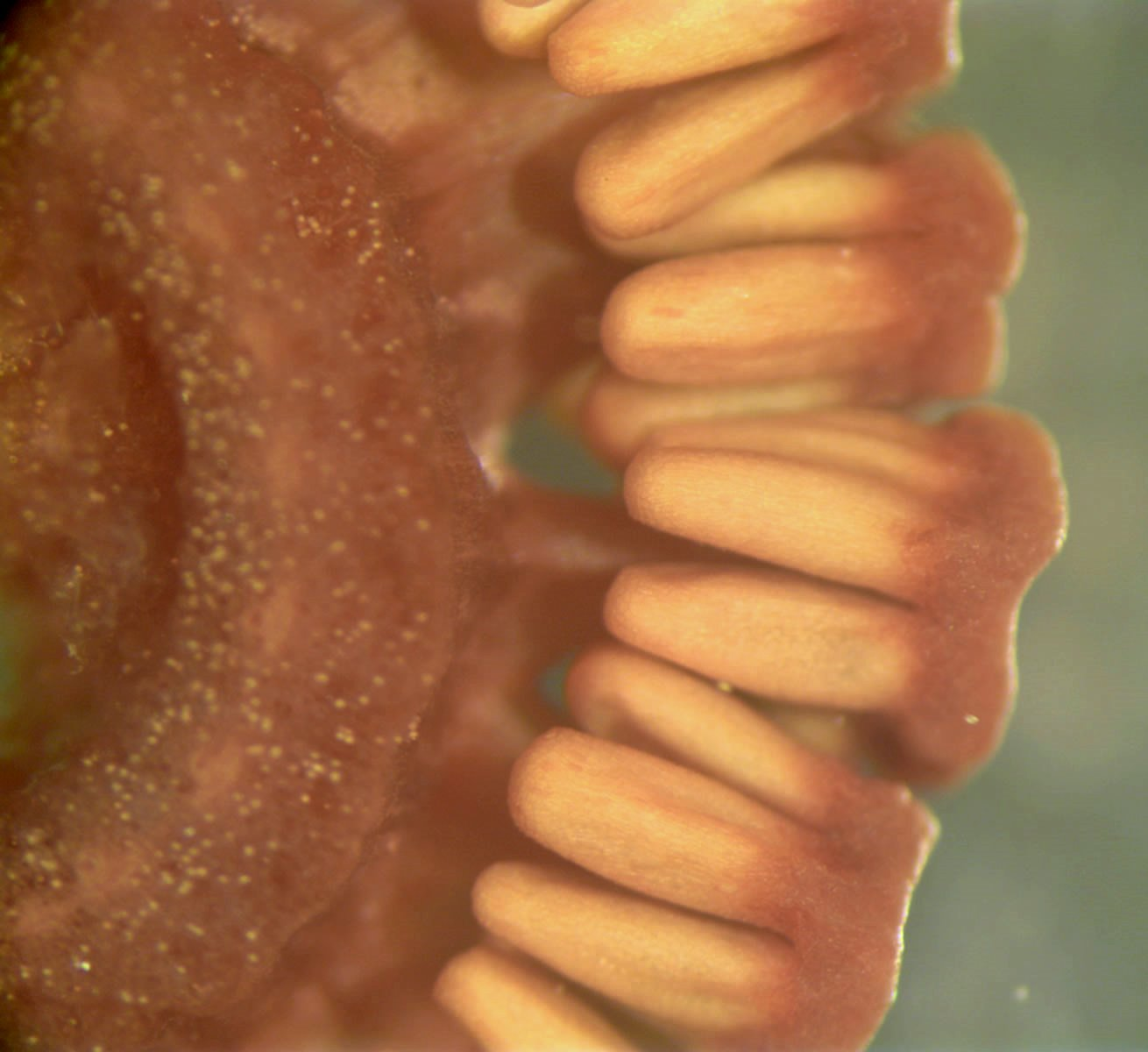
سطح مقطع استروبیلوس دم‌اسب نگهداری شده در مایع، نشان‌دهنده اسپورانژیوفورهای حامل هاگدان

## گیاهان بذری
به استثنای گیاهان گل‌دار، گیاهان بذری در ساختارهای مختلف تخمک و گرده تولید می‌کنند. ریزهاگدان حامل استروبیلی، استروبیلی ریزهاگدان یا مخروط‌های گرده نامیده می‌شوند و آن‌هایی که تخمک‌ها را دارند، استروبیلی‌های بزرگ‌هاگ یا مخروط‌های بذر (یا مخروط‌های تخمک‌دار) هستند.

## نخلی‌سرخس‌سانان
نخلی‌سرخس‌سانان به‌طور معمول دوپایه هستند (استروبیلی‌های بذر و استروبیلی گرده در گیاهان جداگانه تولید می‌شوند). اندام‌های جانبی استروبیلی‌های بذر بزرگ‌هاگ‌برگ‌ها (برگ‌های اصلاح شده) هستند که دارای دو تا چند تخمک حاشیه‌ای هستند. استروبیلی گرده از ریزهاگ‌برگ‌ها تشکیل شده است که هر کدام ممکن است ده‌ها یا صدها ریزهاگدان محوری داشته باشند.

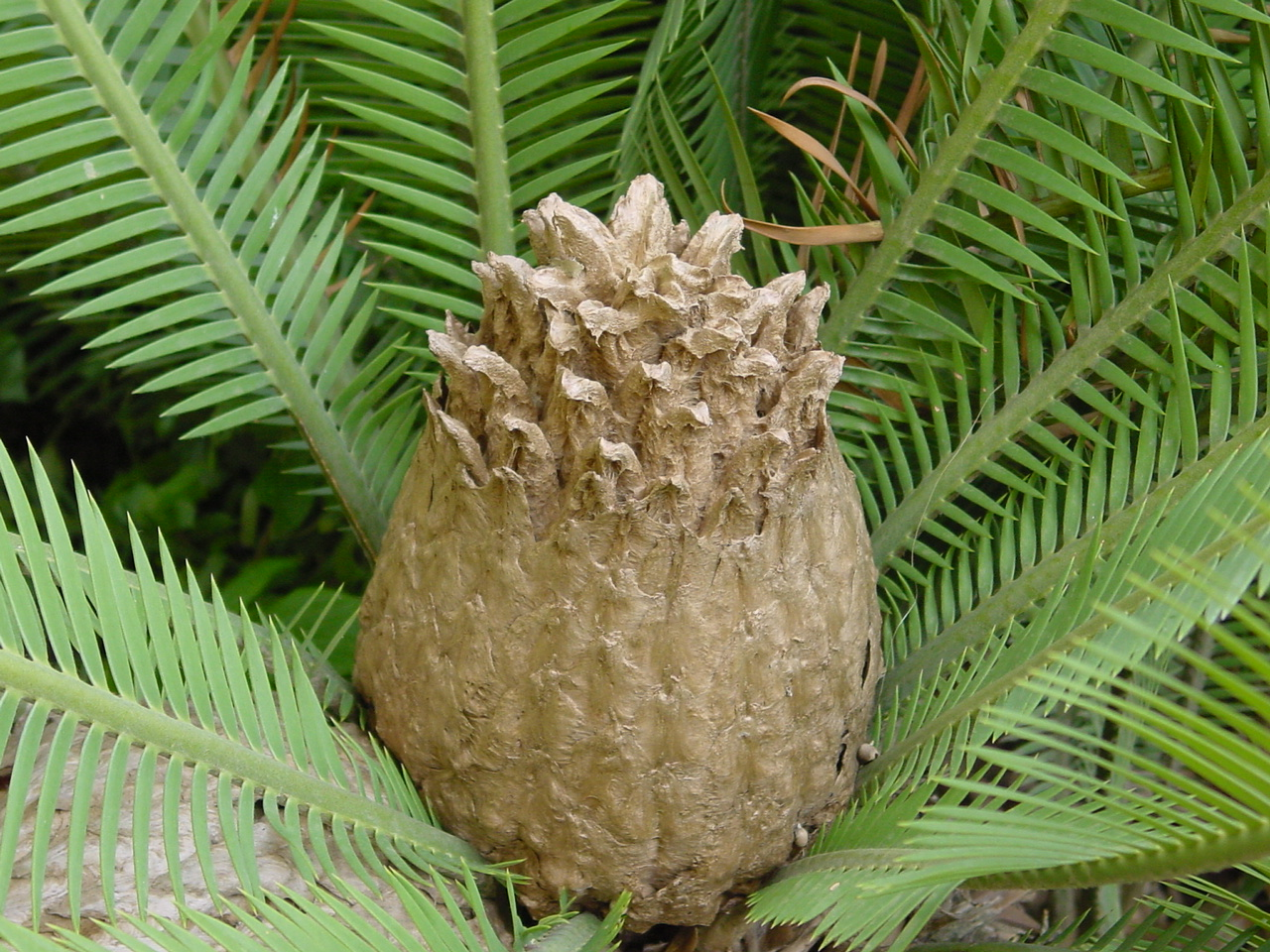
مخروط بذر دیون ادولا (Dioon edule)
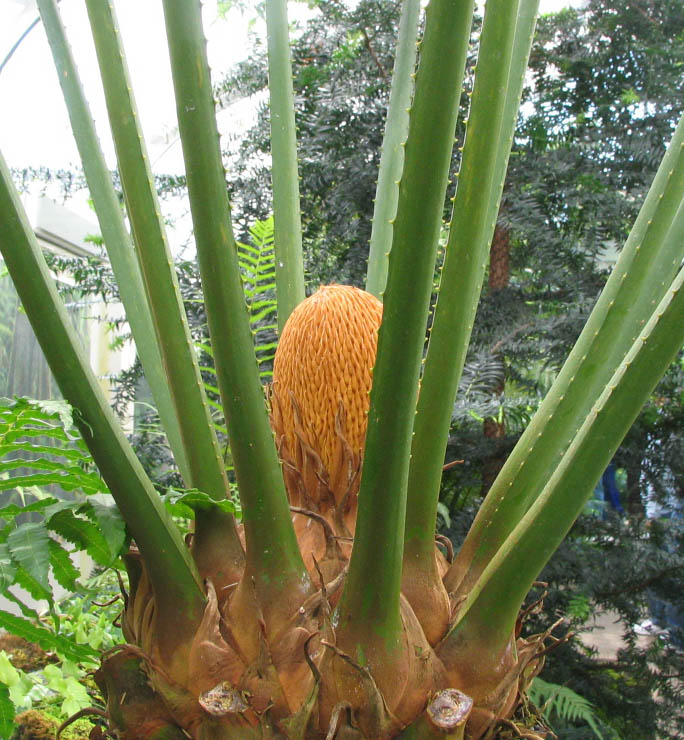
مخروط گرده سیکاس سیرسینالیس (Cycas circinalis)
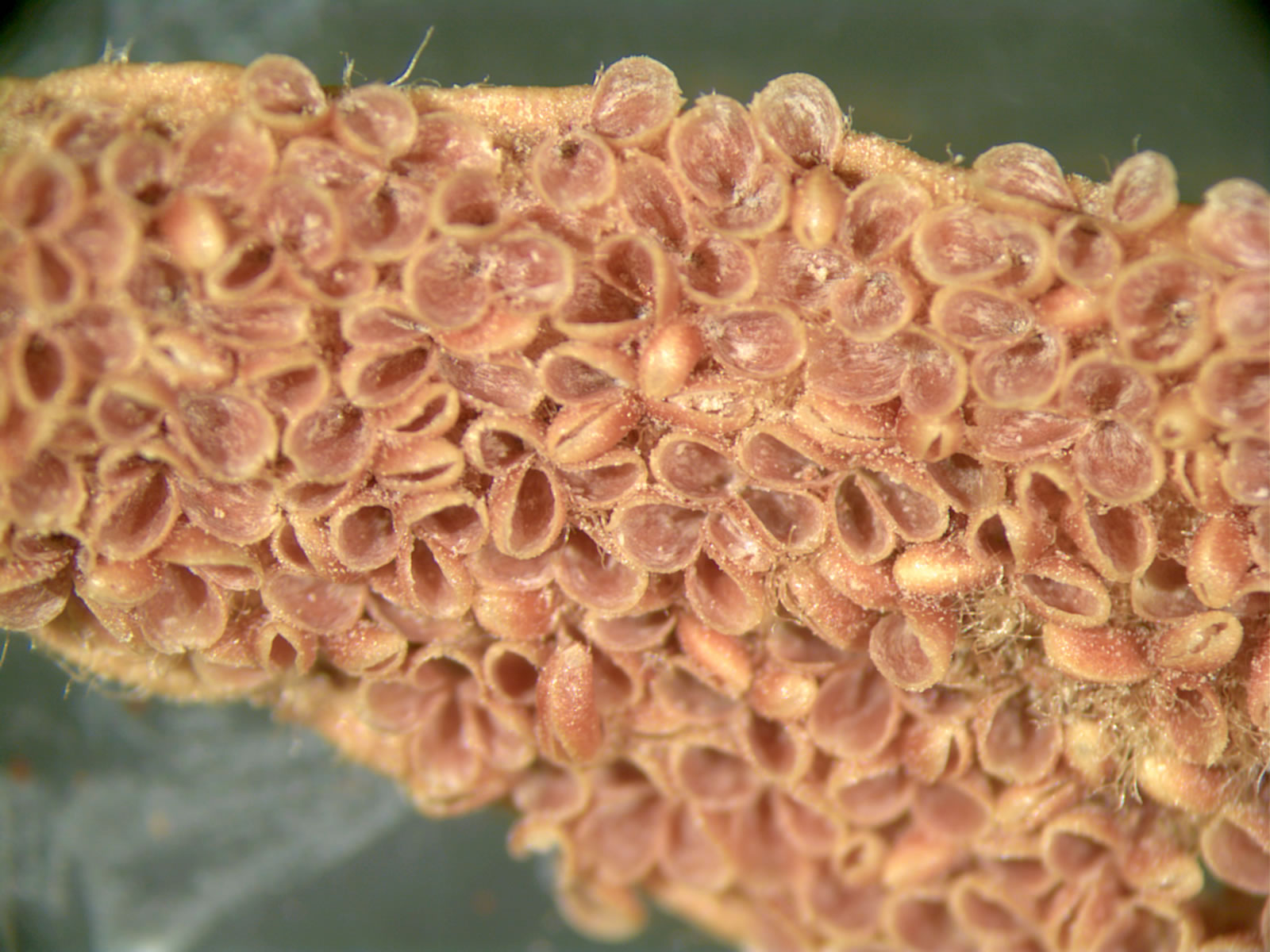
سطح دوری ریزهاگ‌برگ سیکاس رولوتا که ریزهاگدان را نشان می‌دهد

## کهن‌دارها
تنها عضو زنده کهن‌دارسانان، کهن‌دار بیلوبا، استروبیلی گرده تولید می‌کند، اما تخمک‌ها معمولاً به‌صورت جفت در انتهای ساقه حمل می‌شوند، نه در استروبیلی. با این حال، هنگامی که بیش از یک جفت تخمک در کهن‌دار بیلوبا وجود دارد، یا زمانی که گونه‌های فسیلی حاوی تعداد زیادی تخمک بررسی می‌شوند، واضح است که تخمک‌های جفت شده در گونه‌های موجود، یک استروبیلوس بسیار کاهش یافته هستند.

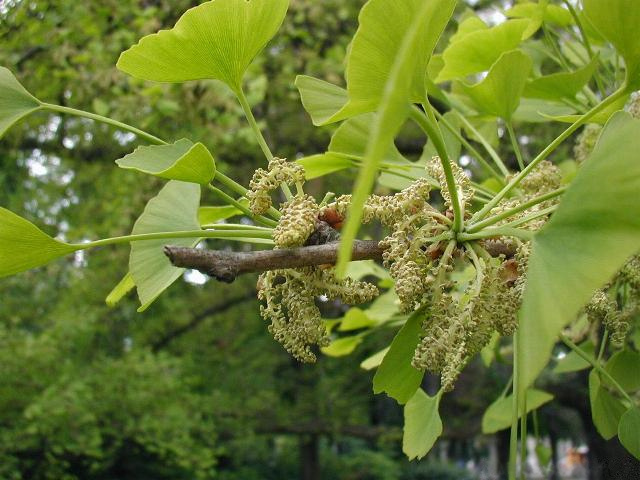
مخروط گرده کهن‌دار
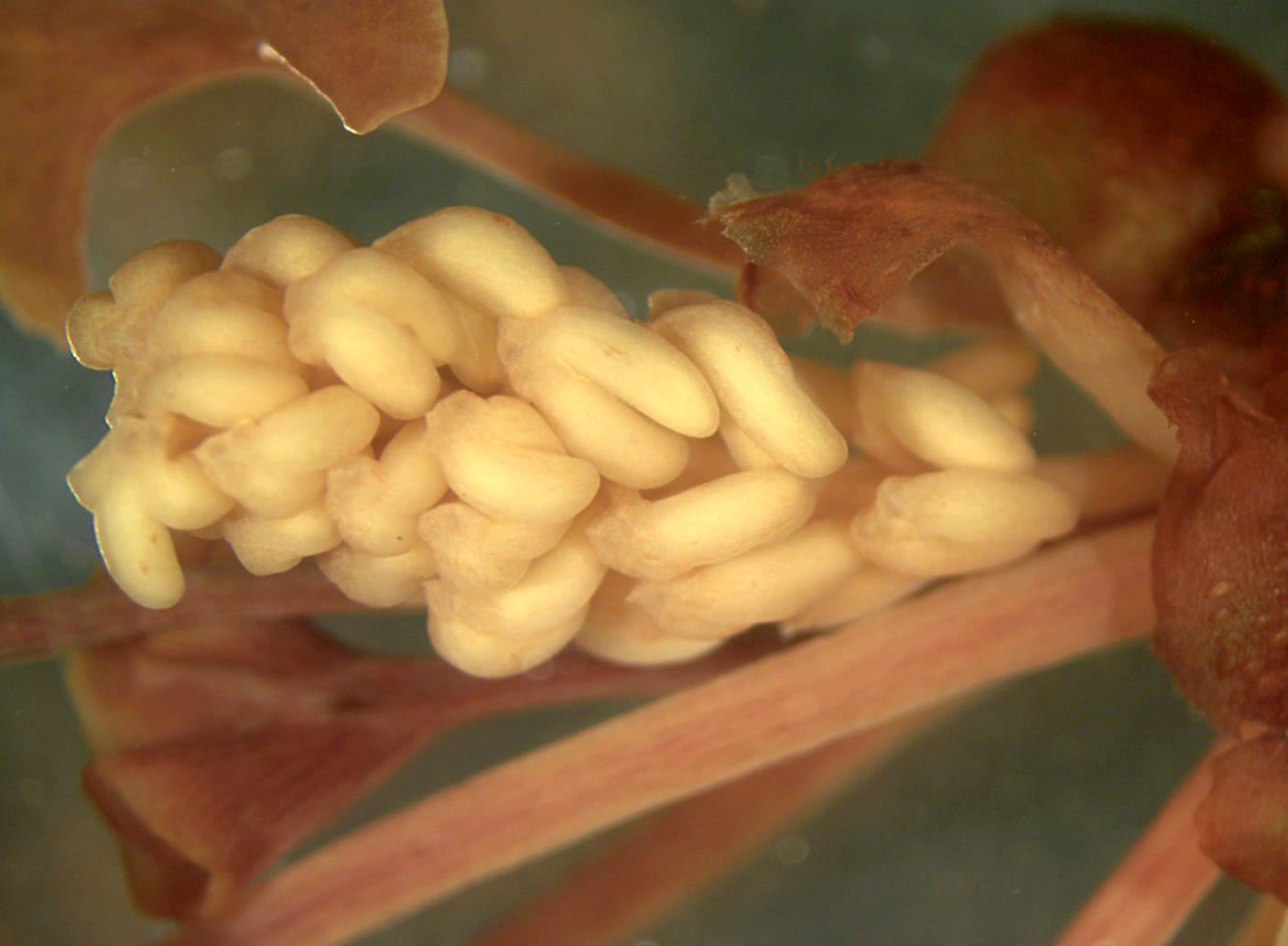
مخروط گرده کهن‌دار، ریزهاگ‌برگ‌هایی را نشان می‌دهد که هر کدام دارای دو ریزهاگدان هستند.

## مخروطیان
استروبیلی گرده مخروطیان شبیه به سیکادها (اگرچه بسیار کوچکتر) و کهن‌دارها است، زیرا از ریزهاگ‌برگ‌هایی با ریزهاگدان در سطح محوری تشکیل شده است. مخروط‌های بذر بسیاری از مخروطیان استروبیلی مرکب هستند. ساقه مرکزی برگک تولید می‌کند و در بغل هر شاخه یک فلس مخروطی است. از نظر ریخت‌شناسی فلس مخروطی یک ساقه کاهش یافته است. تخمک‌ها در سطح آکسیال فلس‌های مخروطی تولید می‌شوند.

## گنتوم‌تباران
گنتوم‌تباران از سه جنس ارمک، گنتوم و ویلوچیا تشکیل شده است. هر سه به‌طور معمول دوپایه هستند، اگرچه برخی از گونه‌های ارمک تک‌پایه‌ای را نشان می‌دهند. برخلاف مخروطیان که دارای استروبیلی گرده ساده و استروبیلی بذر مرکب هستند، گنتوم‌تباران دارای گرده مرکب و استروبیلی بذر هستند. استروبیلی‌های بذر ارمک و گنتوم کاهش می‌یابند، به‌طوری که ارمک در هر استروبیل تنها دو تخمک و گنتوم یک تخمک تولید می‌کند.

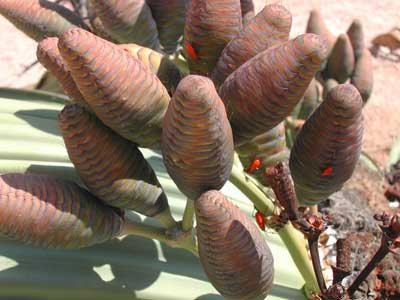
مخروط بذر ویلوچیا
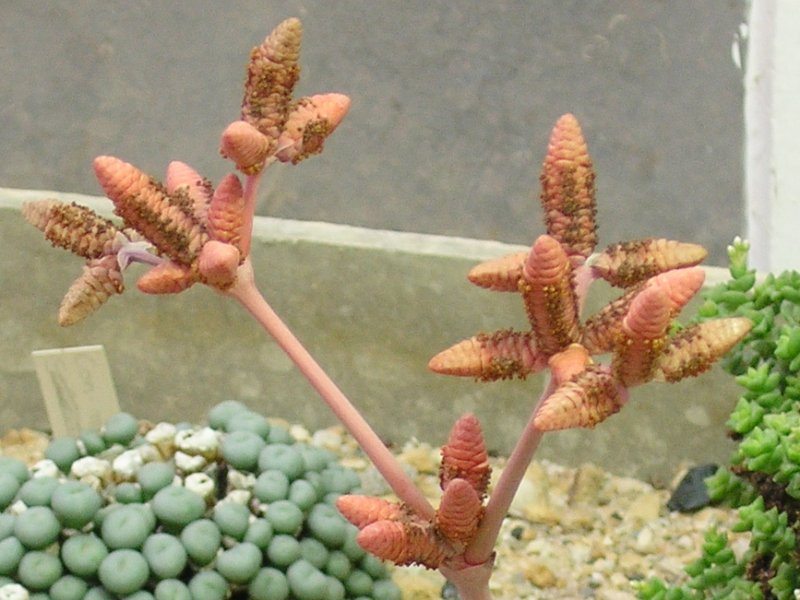
مخروط گرده ویلوچیا
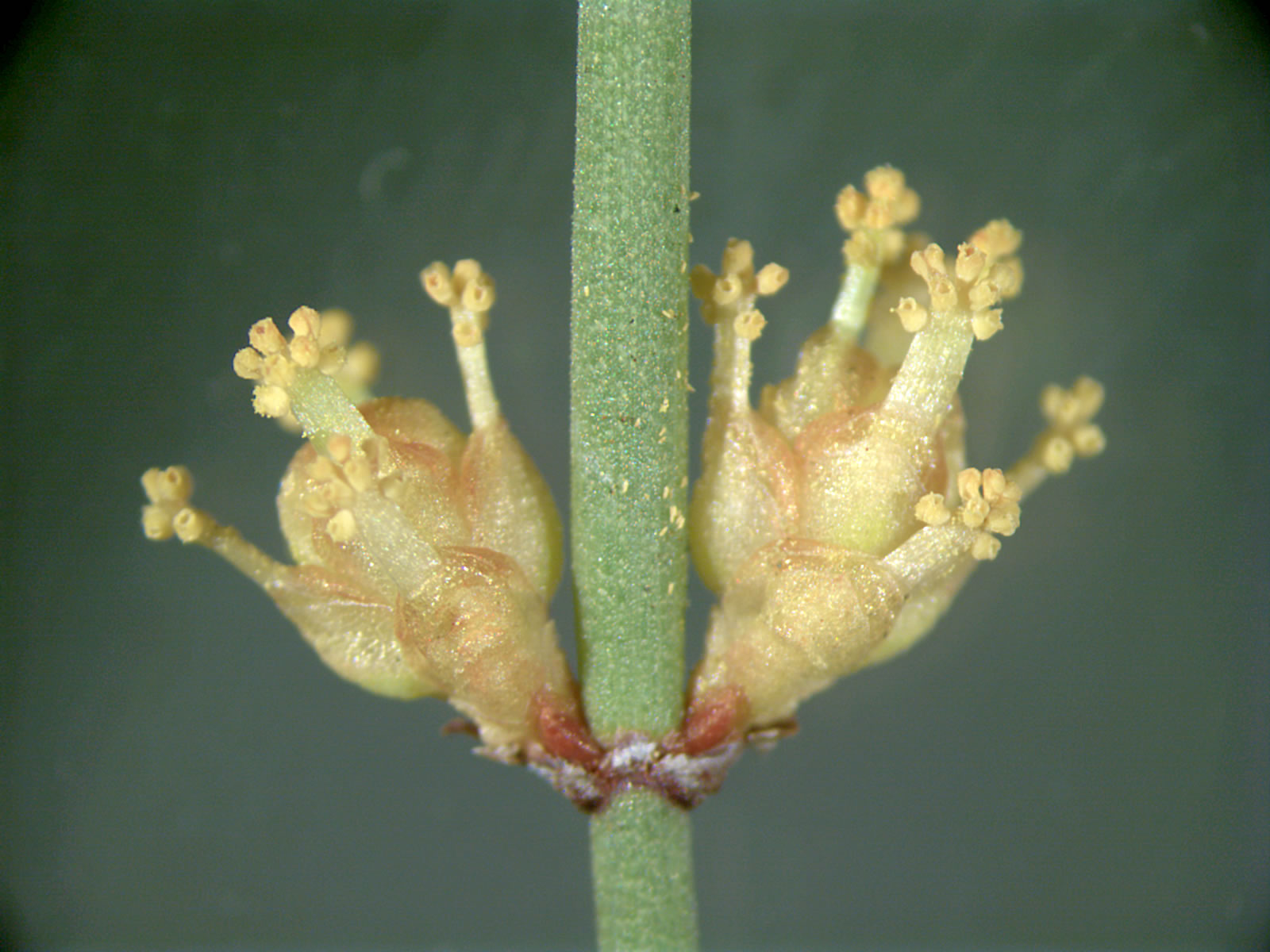
مخروط گرده ارمک
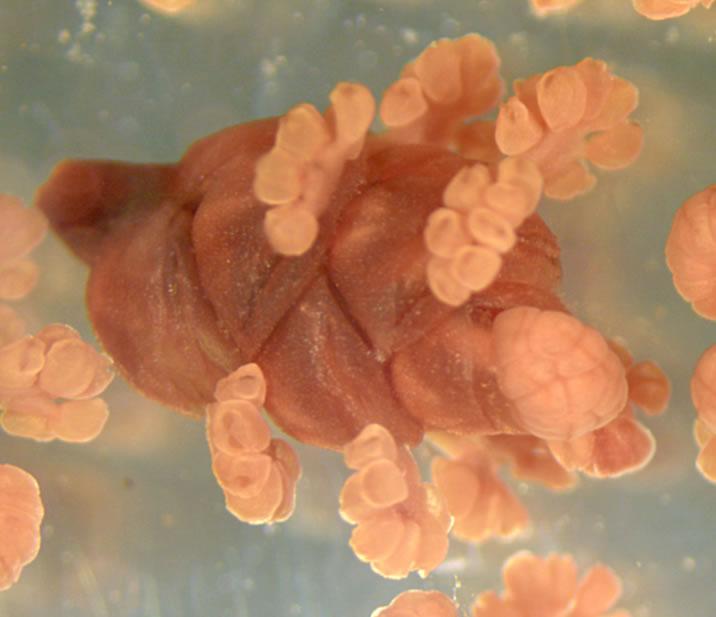
مخروط گرده ارمک که ریزهاگدان را نشان می‌دهد.
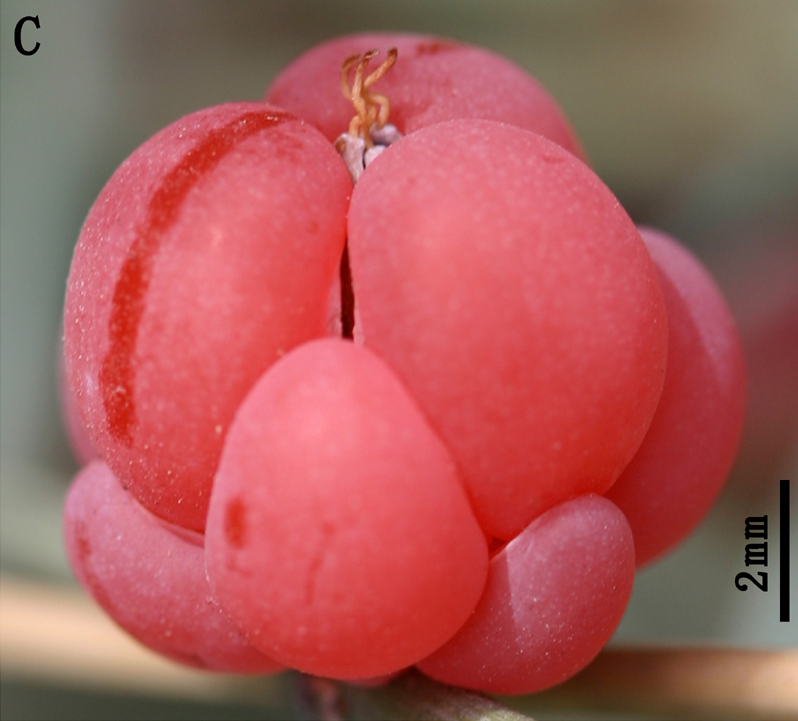
مخروط دانه ارمک میانه
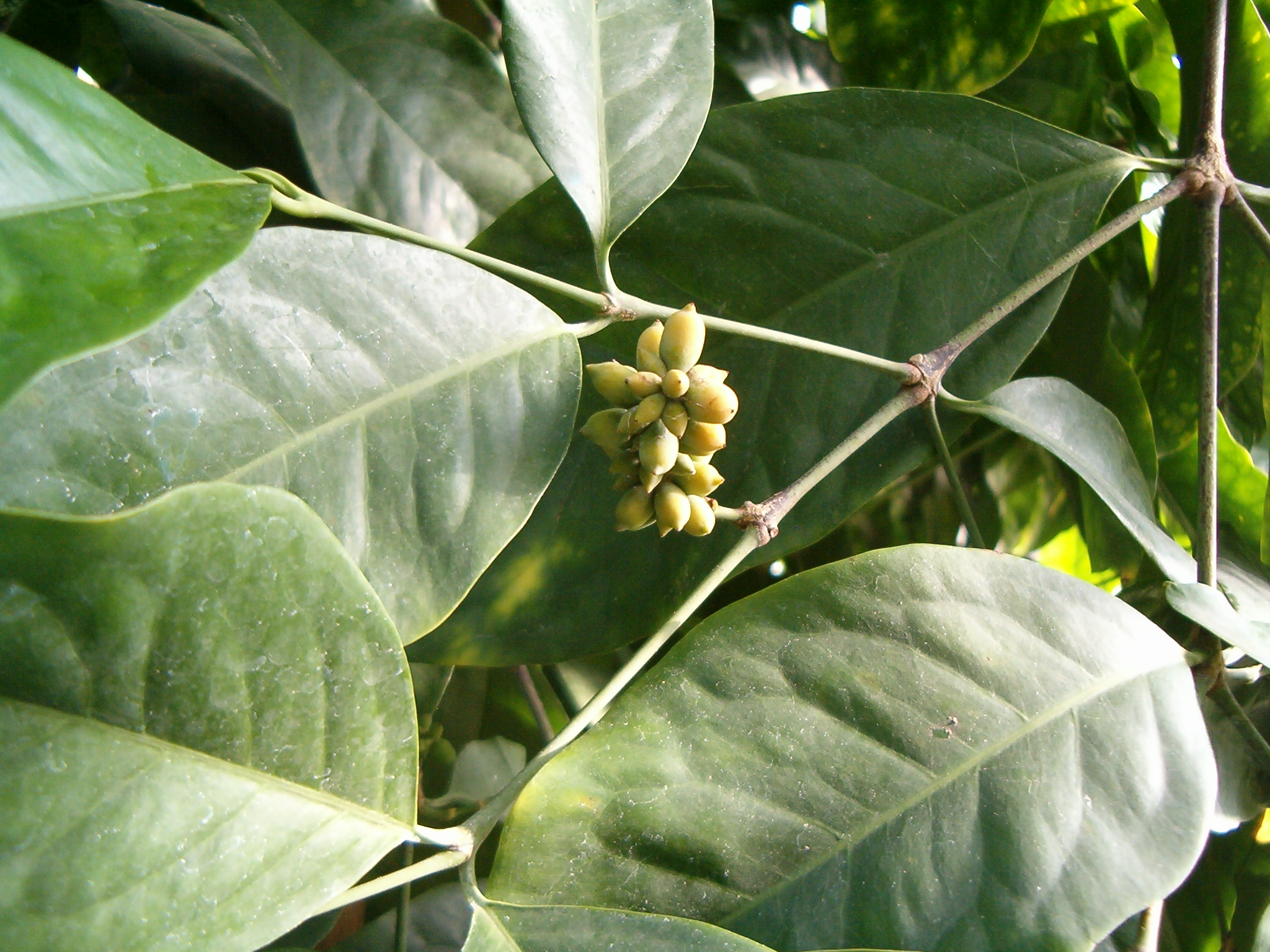
مخروط بذر گنتوم

## گیاهان گل‌دار
گل گیاهان گل‌دار گاهی به‌عنوان استروبیلوس دوجنسی شناخته می‌شود. پرچم‌ها شامل ریزهاگدان‌ها در بساک هستند و تخمک‌ها (که در برچه‌ها موجود است) حاوی بزرگ‌هاگدان هستند. مگنولیا دارای گل مخصوص استروبیلوید است که تمام قسمت‌های آن به‌جای چرخش‌های شفاف به‌صورت مارپیچی چیده شده‌اند. تعدادی از گیاهان گلدار دارای گل‌آذین‌هایی هستند که شبیه استروبیلی‌ها هستند، مانند گل‌آذین شاتون، اما در واقع از نظر ساختار پیچیده‌تر از استروبیلی هستند.

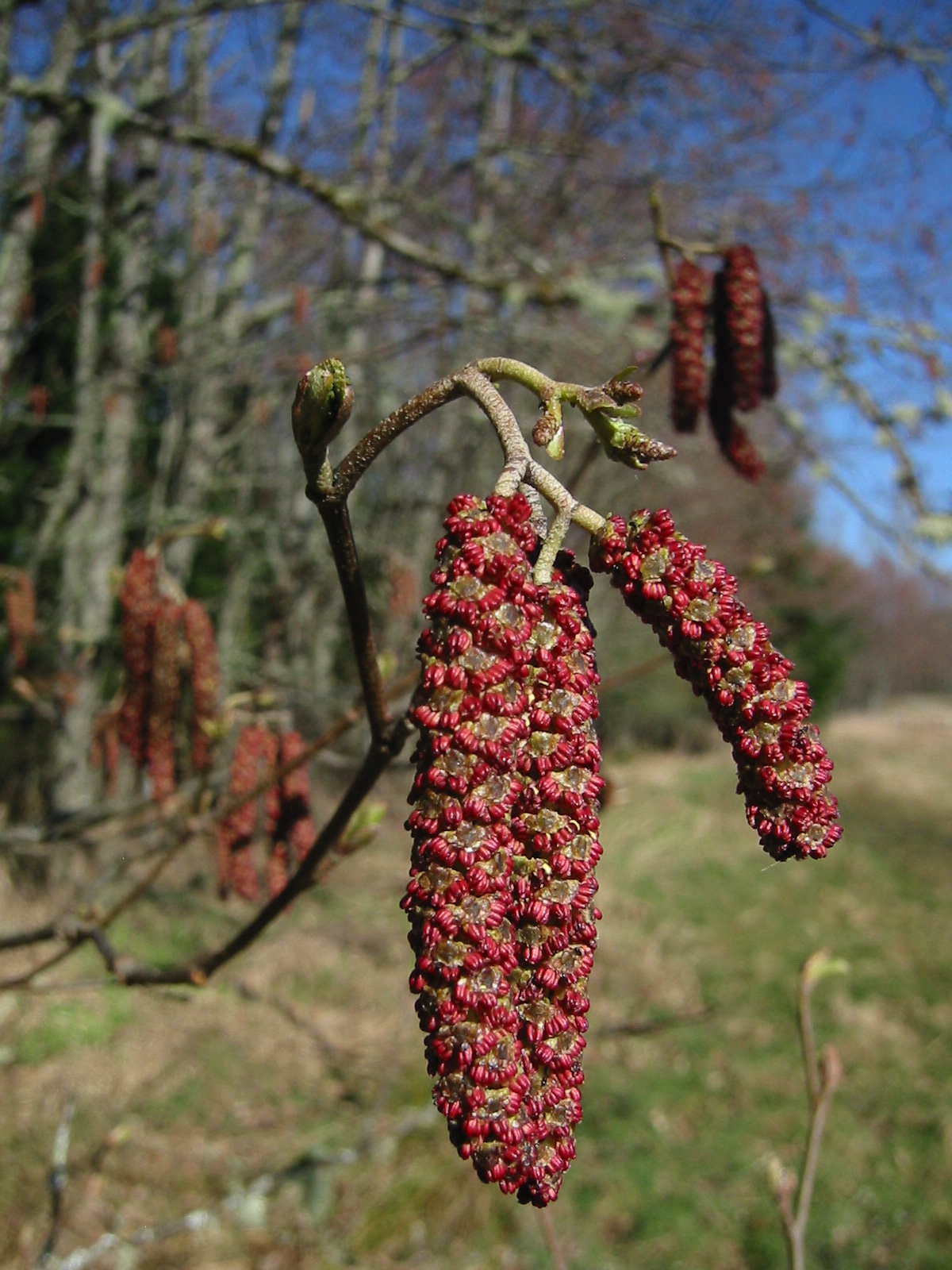
پرچم گل‌آذین شاتون در توسکا
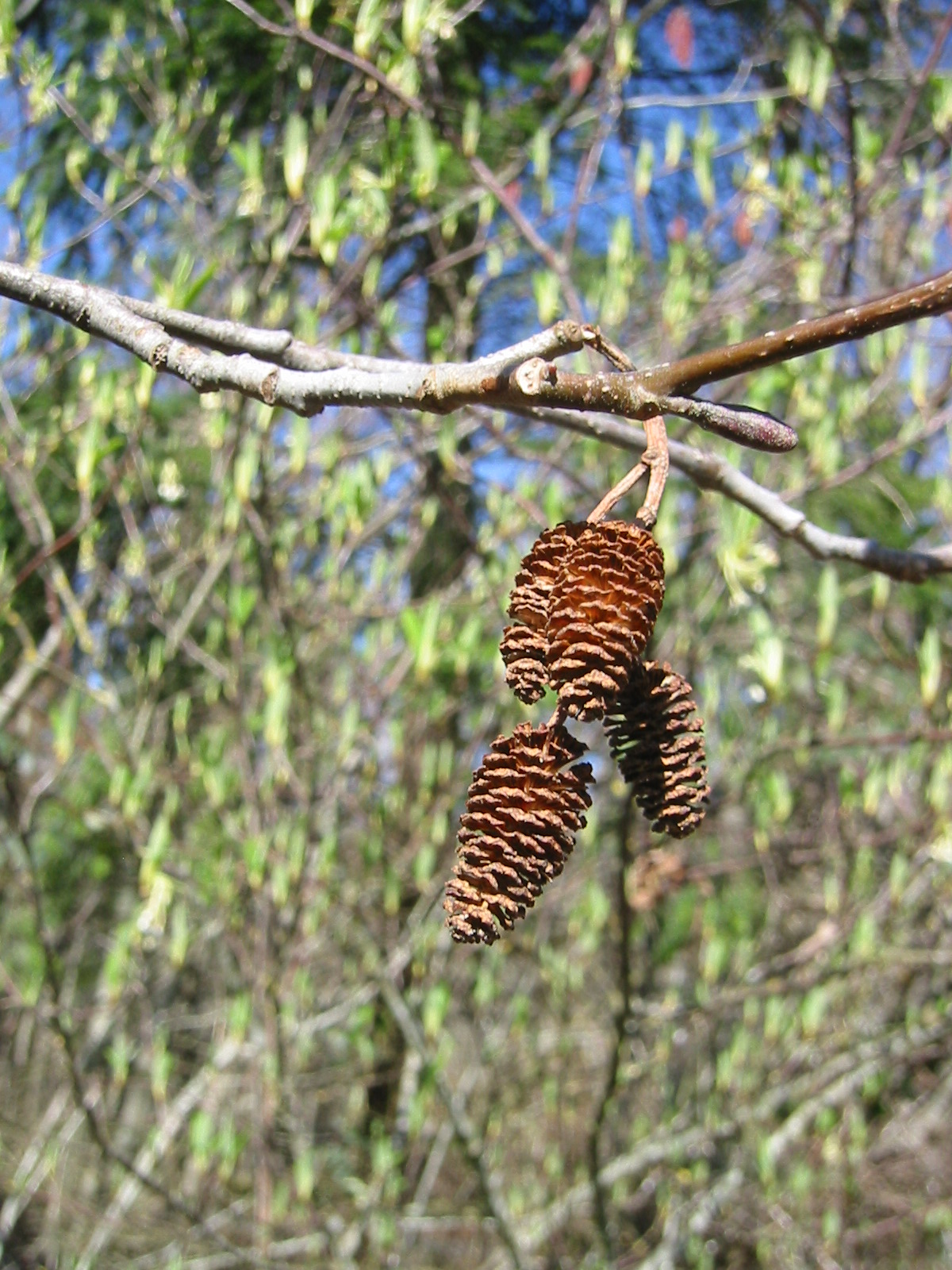
مادگی گل‌آذین شاتون در توسکا
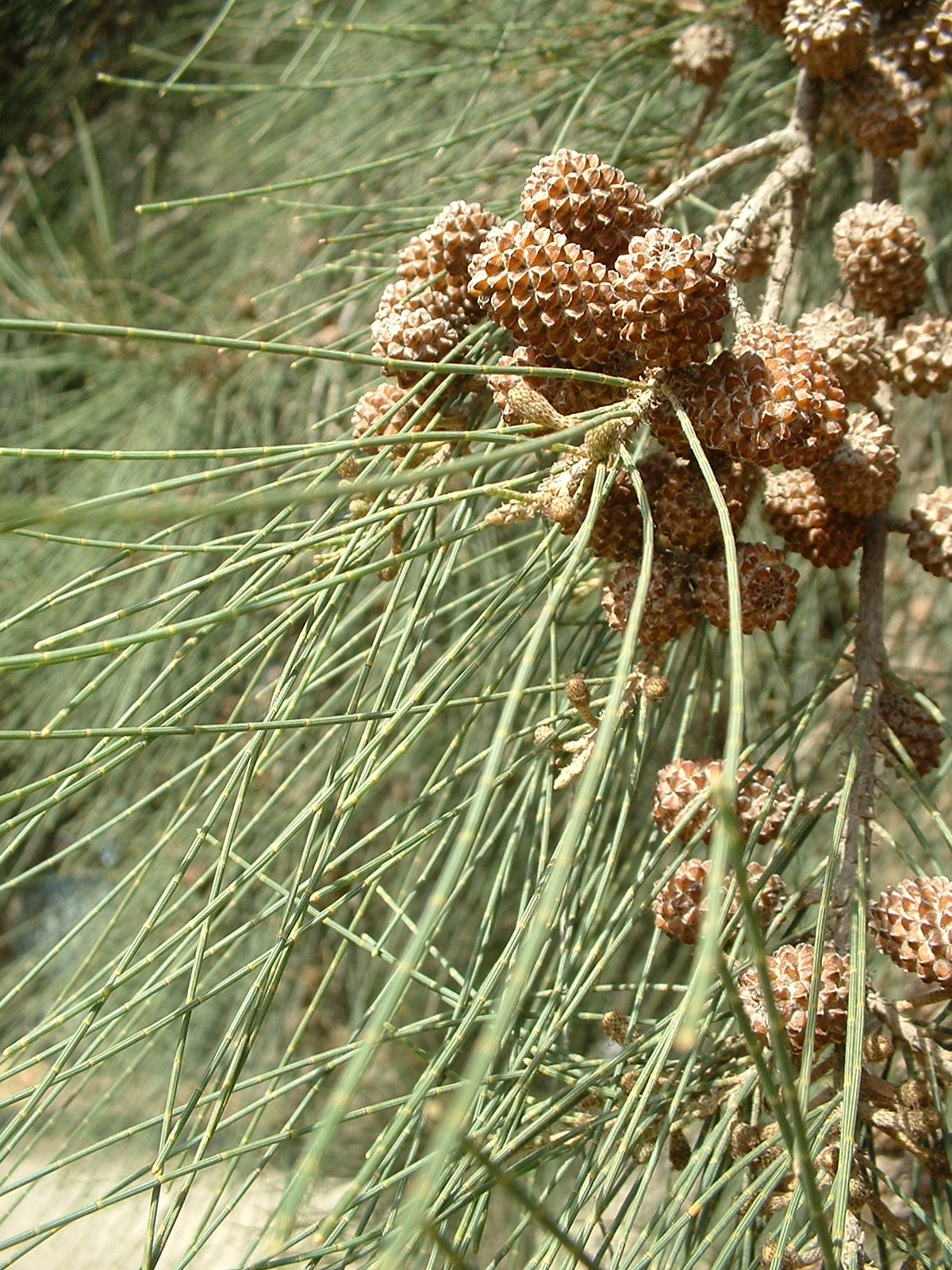
مادگی گل‌آذین شاتون در دم‌اسب‌درختی

## فرگشت استروبیلی
این احتمال وجود دارد که استروبیلی به‌طور مستقل در اکثر این گروه‌ها فرگشت یافته باشد. این همگرایی فرگشتی غیرعادی نیست، زیرا شکل استروبیلوس یکی از فشرده‌ترین شکل‌هایی است که می‌توان در چیدمان اندام‌های جانبی حول یک محور استوانه‌ای به دست آورد و تجمیع بخش‌های تولیدمثلی در استروبیلوس ممکن است پراکندگی هاگ و تقسیم مواد مغذی را بهینه کند.

## لغت‌شناسی
کلمه استروبیلوس (strobilos) مربوط به یونان باستان برابر گردباد است. کلمه عبری مخروط مخروطی، ایتستروبال (itstrubal)، یک وام باستانی از یونانی است.